# Thor Vilhjálmsson

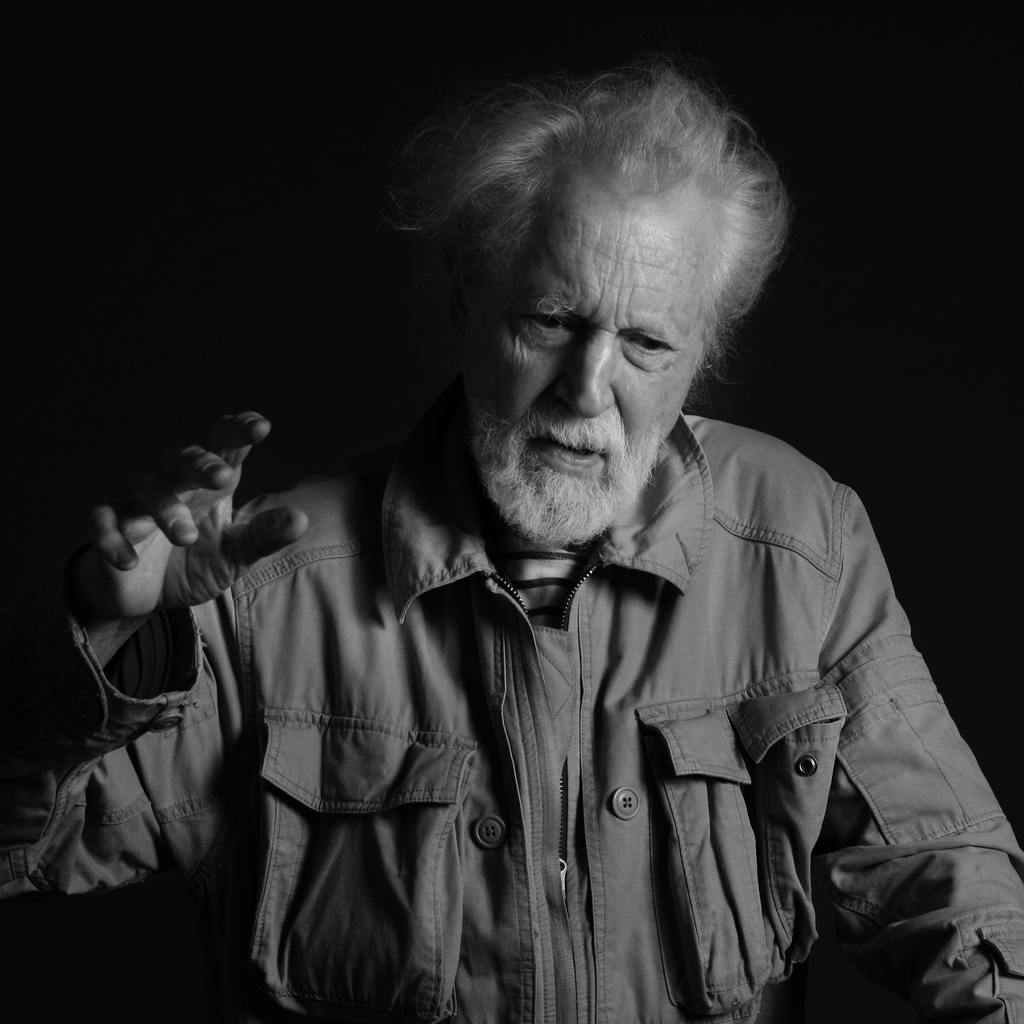
Thor Vilhjalmsson w 2008

Thor Vilhjálmsson (ur. 12 sierpnia 1925 w Edynburgu, zm. 2 marca 2011) – pisarz islandzki. 
W 1950 roku opublikował pierwszą powieść Maðurinn er alltaf einn (Człowiek jest zawsze samotny). Pisał także nowele, opowiadania, dramaty, poezję, był także autorem przekładów na język islandzki z francuskiego, angielskiego, hiszpańskiego, portugalskiego i włoskiego. W 1988 roku został laureatem Nagrody Literackiej Rady Nordyckiej za powieść Grámosinn glóir (Niewymierzona sprawiedliwość). 
Vilhjálmsson był jednym z założycieli popularnego magazynu poświęconego kulturze "Birtingur" w 1955 roku, z redakcją był związany do roku 1968.
W 1992 roku Vilhjálmsson opublikował pierwszy tom swoich wspomnień, Raddir í gardinum (Głosy w ogrodzie), a następnie Fley og fagrar árar (Łódź i cudowne wiosła) w 1996 roku. 
Jego pasją było malarstwo.